# Sponskaftet
Der Sponskaftet (norwegisch für Holzlöffelgriff) ist ein Gebirgskamm im ostantarktischen Königin-Maud-Land. Im Alexander-von-Humboldt-Gebirge des Wohlthatmassivs erstrecken sie sich ausgehend vom Altar in westlicher Richtung.
Entdeckt und aus der Luft fotografiert wurde er bei der Deutschen Antarktischen Expedition 1938/39 unter der Leitung des Polarforschers Alfred Ritscher. Norwegische Kartographen, die auch die Benennung vornahmen, kartierten ihn anhand von Vermessungen und Luftaufnahmen der Dritten Norwegischen Antarktisexpedition (1956–1960).